# Wanda Stachiewicz
Wanda Maria Aleksandra Stachiewicz z domu Abraham (ur. 12 grudnia 1895 we Lwowie, zm. 8 lipca 1995 w Montrealu) – polska działaczka kulturalna na emigracji.

## Życiorys
Urodziła się 12 grudnia 1895 we Lwowie. Była córką prof. prawa Władysława Abrahama (1860-1941, rektor Uniwersytetu Lwowskiego) i Stanisławy z domu Reiss (1867-1950) oraz siostrą Romana Abrahama (1891-1976, generał brygady Wojska Polskiego).
Ukończyła studia na Uniwersytecie Lwowskim, kurs pedagogiczny Wyższej Szkoły Muzycznej oraz studia w zakresie historii cywilizacji na Sorbonie w Paryżu, gdzie uzyskała tytuł doktora. W 1921 została żoną ppłk. Wacława Stachiewicza (1894-1973), późniejszego generała. Ich dziećmi byli bliźniacy Bogdan (na emigracji jako Bob Stack) i Juliusz (ur. 1924), Robert oraz córka Ewa (1931-1977, po mężu Horton). Udzielała się w pracy społecznej w ramach Białego Krzyża. W okresie II Rzeczypospolitej jej mąż został osadnikiem wojskowym w powiecie kosowskim.
Po wybuchu II wojny światowej przedostała się z dziećmi bez męża na Zachód. W 1940 wyjechała do Kanady, gdzie została zatrudniona w International Labour Office (Biuro Ligi Narodów) w Montrealu. Przyjęła obywatelstwo kanadyjskie. Od 1948 ponownie żyła z mężem. Była wśród założycieli Stowarzyszenia Polskich Uchodźców Wojennych. Zainicjowała założenie Polskiego Instytutu Naukowego w Kanadzie przy montrealskim Uniwersytecie McGill. Została sekretarzem generalnym otwartego w drugiej połowie 1943 PINK oraz objęła stanowisko utworzonej w tym samym roku tamtejszej biblioteki i pełniła to stanowisko do 1977. W 1984 placówkę nazwano Biblioteka Polska im. Wandy Stachiewicz. Instytucja jest największą biblioteką polską w Ameryce.
Zmarła 8 lipca 1995 w Montrealu w wieku 99 lat. Została pochowana 15 lipca 1995 w tym mieście.

## Odznaczenia
- Krzyż Komandorski Orderu Odrodzenia Polski (11 listopada 1990)[4]
- Krzyż Oficerski Orderu Odrodzenia Polski (3 maja 1989, za wybitne zasługi dla polskiej kultury i sprawy niepodległości Polski)[5][6]
- Krzyż Kawalerski Orderu Odrodzenia Polski (11 listopada 1973)[7]
- Krzyż Oficerski Orderu Zasługi Rzeczypospolitej Polskiej (26 października 1993, za wybitne zasługi w działalności na rzecz kultury polskiej)[8]
- Złoty Krzyż Zasługi – dwukrotnie (po raz pierwszy w 1937)
- Złota Odznaka Kongresu Polonii Kanadyjskiej – dwukrotnie